# Isola Cameron (Canada)
L'isola Cameron è un'isola disabitata del territorio di Nunavut, in Canada.

## Geografia
L'isola appartiene al gruppo delle isole della Regina Elisabetta, nell'arcipelago artico canadese. Ha una superficie complessiva di 1.059 km² il che la colloca al 312º posto tra le isole più grandi del mondo. Si trova nelle vicinanze dell'isola Bathurst e dell'isola Vanier.

## Storia
Pur essendo disabitata, l'isola Cameron è nota per essere stata in passato l'unica delle isole artiche canadesi utilizzata per la produzione di petrolio. Tra il 1985 e il 1996 la petroliera a doppio scafo M.V. Arctic trasportò il greggio da Bent Horn (nella zona sud-ovest dell'isola) a Montréal. Un totale di 2,8 milioni di barili vi furono prodotti fino al 1996, quando gli impianti furono abbandonati.